# Ganda La
Ganda La ou Kanda La é nome de dois passos de montanha na cordilheira de Zanskar nos (parte dos Himalaias) do Ladaque, norte da Índia, situados a 4 980 metros de altitude, 23 km em linha reta a sudoeste de Lé. Encontram-se no interior do Parque Nacional de Hemis e no caminho que liga Lé ao vale de rio Markha, afluente do rio Zanskar. Não são servidos por estrada.
Um dos passos normalmente está bloqueado por neve até junho, sendo por isso só usado no verão. O outro passo situa-se cerca de 500 metros a noroeste do primeiro e geralmente é praticável a partir do fim de abril.[carece de fontes?] O trek do vale de Markha passa por Ganda La no trecho entre as aldeias de Rumbak (a nordeste) e Skiu (a sudoeste), o qual é usualmente feito em dois dias. O outro passo de alta altitude desse trek é o Gongmaru La (ou Kongmaru La; 5 250 m).